# Гірські дощові ліси Центрального хребта
Гірські дощові ліси Центрального хребта (ідентифікатор WWF: AA0105) — австралазійський екорегіон тропічних та субтропічних вологих широколистяних лісів, розташований на Новій Гвінеї.

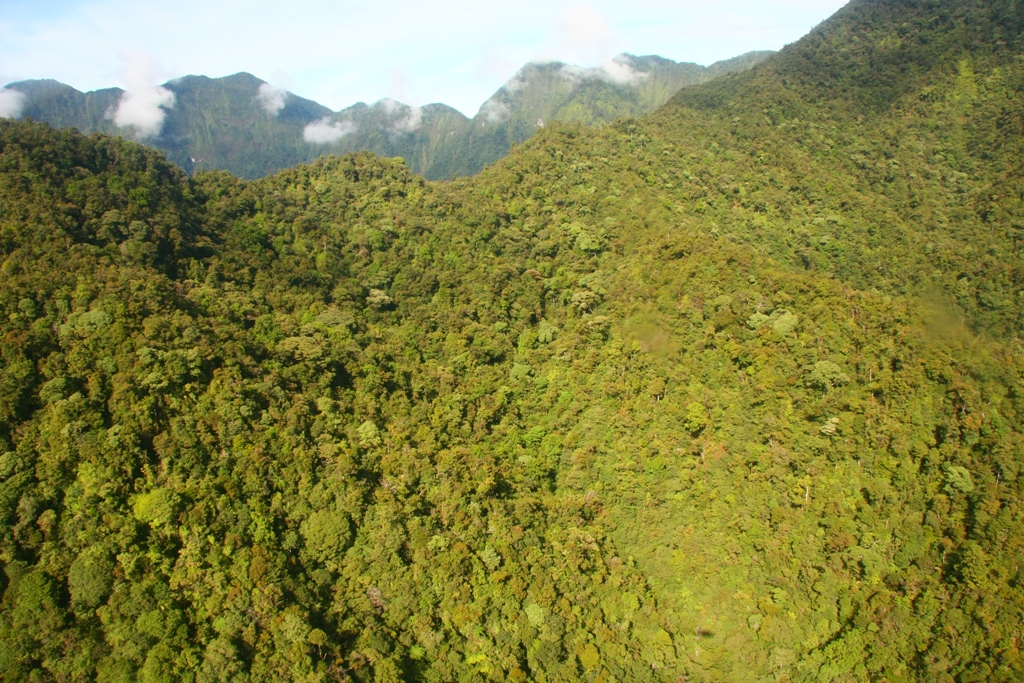
Дощовий ліс на горі Босаві

## Географія
Екорегіон гірських дощових лісів Центрального хребта охоплює гори Центрального хребта, що простягаються на 1200 км із заходу на схід через більшу частину Нової Гвінеї — другого за площею острова світу, розділеного між Індонезією та Папуа Новою Гвінеєю. До складу цих гір входить низка гірських хребтів, зокрема гори Вейланд та гори Маоке або Снігові гори в Індонезії, Зоряні гори на кордоні Індонезії та Папуа Нової Гвінеї та гори Бісмарка в Папуа Новій Гвінеї.
З геологічної точки зору основу Центрального хребта Нової Гвінеї складають метаморфічні та інтрузивні породи. Метоморфічні породи утворилися з крейдових та еоценових океанічних відкладів, які були підняті та метаморфізовані в еоцені або на початку міоцену. В горах Центрального хребта є кілька стратовулканів, які востаннє вивергалися близько 210 000 років тому. В регіоні беруть початок всі великі річки Нової Гвінеї, зокрема Сепік, Раму та Флай. В міжгірській котловині на сході регіону розташоване озеро Кутубу, друге за площею озеро в Папуа Новій Гвінеї. У іншій котловині в горах Центрального хребта розташоване болото Кук, у якому були знайдені свідчення розвитку сільського господарства в регіоні віком 9000 років. Ця археологічна пам'ятка стала свідченням того, що в горах Нової Гвінеї люди незалежно перейшли до неолітичного господарства та почали вирощувати рослини, зокрема таро, банани та цукрову тростину. 
На висоті нижче 1000 м над рівнем моря гірські дощові ліси Центрального хребта переходять у рівнинні дощові та прісноводні заболочені ліси півночі Нової Гвінеї та у рівнинні дощові і прісноводні заболочені ліси півдня Нової Гвінеї. Перешийок Пташина Шия відділяє гори Центрального хребта від гір Північно-Західної Нової Гвінеї, які є частиною екорегіону гірських дощових лісів Фогелькопу, долина річки Раму — від гір півострова Гуон, які є частиною екорегіону гірських дощових лісів півострова Гуон, а розрив Ватут-Таурі — від гір Папуанського півострова, які є частиною екорегіону дощових лісів південного сходу Нової Гвінеї. Субальпійські та альпійські високогір'я Центрального хребта, розташовані на висоті понад 3000 м над рівнем моря, є частиною окремого екорегіону субальпійських луків Центрального хребта.

## Клімат
На низьких висотах екорегіону переважає екваторіальний клімат (Af за класифікацією кліматів Кеппена), а у високогір'ях — високогірний субтропічний клімат (Cfb за класифікацією Кеппена). Середня температура в горах знижується з висотою і становить в середньому 18 °C у високогір'ях. На висоті понад 2800 м над рівнем моря трапляються заморозки. Середньорічна кількість опадів на більшій частині регіону перевищує 2500 мм, однак у найбільш вологих районах, зокрема у верхів'ях Ок-Теді, вона може перевищувати 7000 мм.

## Флора
Рослинний покрив екорегіону представлений нижніми гірськими лісами, верхніми гірськими лісами та високогірними лісами, розподіл яких залежить від висоти над рівнем моря.
Нижні гірські дощові ліси поширені на висоті від 1000 до 1500 м над рівнем моря. У цих лісах переважають представники родини Букові (Fagaceae), зокрема новогвінейські кастанопсиси (Castanopsis acuminatissima) та різні види літокарпусів (Lithocarpus spp.), а також представники родин Миртові (Myrtaceae) та Лаврові (Lauraceae) у  деяких низькогірських районах зустрічаються густі насадження хвойних папуанських араукарій (Araucaria cunninghamii var. papuana) та араукарій Хунштайна (Araucaria hunsteinii).
Верхні гірські дощові ліси поширені на висоті від 1500 до 2500 м над рівнем моря. У цих лісах домінують різні види нотофагусів або південні буки (Nothofagus spp.), які утворюють мішані насадження з деревами інших порід або утворюють чисті насадження, особливо на гребнях хребтів та верхніх схилах. Ці дерева часто рясно вкриті мохами та іншими епіфітами.
Високогірні хвойні ліси починаються на висоті приблизно 2500 м над рівнем моря і простягаються до верхньої межі лісу, де переходять у субальпійські луки. У цих лісах переважають папуаські кедри (Papuacedrus papuana) та різні види ногоплідників (Podocarpus spp.), дакрикарпусів (Dacrycarpus spp.) і дакридіумів (Dacrydium spp.), а також деякі широколистяні дерева з родини Миртові (Myrtaceae). Лісовий намет у високогірних лісах тонший та розташований на нижчій висоті, ніж у верхніх гірських лісах, а підлісок в них більш густий.

## Фауна
В межах екорегіону зустрічається 90 видів ссавців — передусім сумчастих, дрібних гризунів та рукокрилих, з яких 44 види є ендемічними або майже ендемічними. Серед поширених в регіоні ссавців слід відзначити наземного кускуса (Phalanger gymnotis), смугастого поссума (Dactylopsila trivirgata), пір'їнохвостого поссума (Distoechurus pennatus), цукрову сумчасту летягу (Petaurus breviceps), новогвінейського квола (Dasyurus albopunctatus), довгохвосту сумчасту куницю (Murexia longicaudata), звичайного колючого бандикута (Echymipera kalubu), довгоносого колючого бандикута (Echymipera rufescens), велетенського білохвостого щура (Uromys caudimaculatus), гірського трубконосого крилана (Nyctimene certans) та малого меланезійського довгокрила (Miniopterus macrocneme).
Ендеміками екорегіону є іфоли (Dendrolagus notatus), деревні кенгуру Сері (Dendrolagus stellarum), великохвості кускуси (Dactylopsila megalura), кускуси Штайна (Phalanger vestitus), телефомінські кускуси (Phalanger matanim), карликові кільчастохвості поссуми (Pseudochirulus mayeri), вейландські кільчастохвості поссуми (Pseudochirulus caroli), мишачі бандикути (Microperoryctes murina), плямисті сумчасті миші (Neophascogale lorentzii), гірські пацюки Покока (Rattus pococki), західні водяні щури (Hydromys hussoni), короткошерстні водяні щури (Paraleptomys wilhelmina), малі дрібнозубі щури (Macruromys elegans), рудочереві мозаїкохвості щури (Protochromys fellowsi), деревні миші Чемпіона (Pogonomys championi), плямистохвості землерийкомиші (Pseudohydromys fuscus), дрібнозубі великовухі кажани (Nyctophilus microdon), телефомінські листоноси (Hipposideros corynophyllus) та новогвінейські квіткові крилани (Syconycteris hobbit)
Серед майже ендемічних представників екорегіону, які також зустрічаються в навколишніх передгір'ях або в інших горах Нової Гвінеї, слід відзначити дінгісо (Dendrolagus mbaiso), двосмугого деревного кенгуру (Dendrolagus goodfellowi), малого лісового валлабі (Dorcopsulus vanheurni), гірського кускуса (Phalanger carmelitae), довгопалого кускуса (Dactylopsila palpator), шовковистого кускуса (Phalanger sericeus), довгохвостого поссума (Cercartetus caudatus), маскового кільчастохвостого поссума (Pseudochirulus larvatus), золотистого кільчастохвостого поссума (Pseudochirops corinnae), мідного кільчастохвостого поссума (Pseudochirops cupreus), чорнохвостого сумчастого щура (Murexia melanurus), рудочеревого сумчастого щура (Phascolosorex doriae), смугастого бандикута (Microperoryctes longicauda), бандикута Раффрея (Peroryctes raffrayana), новогвінейського пацюка (Rattus novaeguineae), західного біловухого велетенського щура (Hyomys dammermani), лускатого мозаїкохвостого щура (Mammelomys lanosus), безвухого водяного щура (Crossomys moncktoni), водяного щура Маєра (Baiyankamys shawmayeri), чагарникову мишу Маєра (Pogonomelomys mayeri), східну землерийкомишу (Pseudohydromys murinus), однозубу землерийкомишу (Pseudohydromys ellermani), папуанського гірського нетопиря (Pipistrellus collinus), флайського листоноса (Hipposideros muscinus), новогвінейського молоса (Austronomus kuboriensis), крилана Балмера (Aproteles bulmerae) та папуанську проєхидну (Zaglossus bartoni).
Орнітофауна екорегіону нараховує близько 350 видів птахів, з яких 55 видів є ендемічними або майже ендемічними. Серед майже ендемічних птахів, поширених в регіоні, слід відзначити малого казуара (Casuarius bennetti), сірощокого великонога (Aepypodius arfakianus), смугасту качку (Salvadorina waigiuensis), новогвінейського голуба (Pampusana beccarii), гірського тілопо (Ptilinopus rivoli), рудоголового дідрика (Chrysococcyx ruficollis), гірського еготело (Aegotheles albertisi), високогірного ночнаря (Eurostopodus archboldi), новогвінейського погонича (Rallicula forbesi), новогвінейську слукву (Scolopax rosenbergii), чорнокрилого яструба (Accipiter melanochlamys),  великого тороторо (Syma megarhyncha), товстодзьобого альціона (Dacelo rex), орлиноголового папугу (Psittrichas fulgidus), гірського лорі (Oreopsittacus arfaki), червонодзьобого лорікета (Glossoptilus goldiei), довгохвостого лорікета (Charmosyna stellae), темноголового лорікета (Charmosyna josefinae), малого лорікета (Charminetta wilhelminae), папуанського королаза (Cormobates placens), рудого малюра (Clytomyias insignis), новогвінейського шиподзьоба (Acanthiza murina), новогвінейського ріроріро (Acanthiza cinerea), буроволого ріроріро (Gerygone ruficollis), папуанського кущовика (Aethomyias papuensis), золотолобу товстодзьобку (Pachycare flavogriseum), папуанську чаучилу (Orthonyx novaeguineae), червоно-синього шперкаря (Ptilorrhoa castanonota), плямистокрилого шперкаря (Ptilorrhoa leucosticta), довгохвостого шикачика (Coracina longicauda), чорного баргеля (Daphoenositta miranda), коральничика (Eulacestoma nigropectus), лускавника (Rhagologus leucostigma), чубатого ягодоїда (Paramythia montium), жовтощокого ягодоїда (Oreocharis arfaki), жовтобородого свистуна (Aleadryas rufinucha), королівського свистуна (Pachycephala schlegelii), чорного пітогу (Melanorectes nigrescens), великого ланграйна (Artamus maximus), гірського біловуха (Peltops montanus), папуанську віялохвістку (Rhipidura brachyrhyncha), чорну віялохвістку (Rhipidura atra), сірочереву віялохвістку (Rhipidura albolimbata), новогвінейську скунду (Grallina bruijnii), малого чорняка (Melampitta lugubris), жовточереву лорію (Loboparadisea sericea), вогнисту лорію (Cnemophilus macgregorii), чорну лорію (Cnemophilus loriae), смугастогрудого фруктоїда (Melanocharis striativentris), віялохвостого фруктоїда (Melanocharis versteri), сірогорлого фруктоїда-довгодзьоба (Toxorhamphus poliopterus), оливкового окулярника (Zosterops fuscicapilla), новогвінейського папужника (Erythrura papuana) та гірську амадину (Oreostruthus fuliginosus)
Характерними представниками орнітофауни екорегіону є майже ендемічні попелясті корольці (Heteromyias albispecularis), чорноволі корольці (Plesiodryas albonotata), сірі корольці-чернеці (Peneothello cryptoleuca), сизі корольці-чернеці (Peneothello cyanus), білокрилі корольці-чернеці (Peneothello sigillata), канаркові гвінейниці (Devioeca papuana), великі чиркачі (Amalocichla sclateriana) та малі чиркачі (Amalocichla incerta) з родини тоутоваєвих (Petroicidae), гірські медовички (Myzomela adolphinae), червоношиї медовички (Myzomela rosenbergii), бурі медвянчики (Melipotes fumigatus), новогвінейські медвянці (Macgregoria pulchra), синьощокі медвянці (Melidectes belfordi), сивоспинні медвянці (Melidectes ochromelas) та рудоспинні смужники (Ptiloprora guisei) з родини медолюбових (Meliphagidae), блакитні дивоптахи (Paradisaea rudolphi), чорні дивоптахи-шилодзьоби (Epimachus fastosus), бурі дивоптахи-шилодзьоби (Epimachus meyeri), гірські оздобники (Lophorina latipennis), східні оздобники (Ptiloris intercedens), східні паротії (Parotia lawesii) та принцесові астрапії (Astrapia stephaniae) з родини дивоптахових (Paradisaeidae), а також золоточубі садороби (Amblyornis macgregoriae) з родини наметникових (Ptilonorhynchidae). Ці птахи є представниками ендемічних для Австралазії родин, найбільше різноманіття яких спостерігається на Новій Гвінеї. Тоутоваєві — це дрібні комахоїдні птахи, подібні до мухоловок Старого Світу, а медолюби — це переважно дрібні птахи, що живляться нектаром, подібно до американських колібрі та африканських і азійських нектарок. Представники родини дивоптахових, також відомі як "райські птахи", вирізняються яскравим й химерним оперенням, а представники родини наметникових — дуже складною та цікавою шлюбною поведінкою, при якій самці будують своєрідні "намети", прикрашаючи їх та приваблюючи таким чином самиць. Також в лісах півострова Папуа мешкають іфрити (Ifrita kowaldi) та темноголові пітогу (Pitohui dichrous) — отруйні птахи, які накопичують батрахотоксини у своєму оперенні та в шкірі, отримуючи їх з їжею. Ендеміками екорегіону є плямистокрилі еготело (Aegotheles archboldi), зелені флейтисти (Androphobus viridis), бурі ядлівчаки (Colluricincla tenebrosa), жовтоброві медвянці (Melidectes rufocrissalis), строкаті дивоптахи (Pteridophora alberti), білохвості астрапії (Astrapia mayeri), ошатні астрапії (Astrapia splendidissima), королівські паротії (Parotia carolae), короткохвості шоломники (Paradigalla brevicauda), паркетники (Archboldia papuensis) та чорноволі мунії (Lonchura teerinki).

## Збереження
Оцінка 2017 року показала, що 24 187 км², або 14 % екорегіону, є заповідними територіями. Природоохоронні території включають: Національний парк Лоренц, Природний заповідник Енароталі, Природний заповідник гір Вейланд, Природний заповідник гір Джаявіджая та Природний заповідник Мамберамо-Фоджа в Індонезії, а також Національний парк долини Джимі та Зона управління дикою природою озера Кутубу в Папуа Новій Гвінеї.